# Hanns Jana
Hanns Jana (18 de julio de 1952) es un deportista alemán que compitió para la RFA en esgrima, especialista en la modalidad de espada.
Participó en los Juegos Olímpicos de Montreal 1976, obteniendo una medalla de plata en la prueba por equipos. Ganó una medalla de plata en el Campeonato Mundial de Esgrima de 1979.

## Palmarés internacional
| Juegos Olímpicos   | Juegos Olímpicos      | Juegos Olímpicos | Juegos Olímpicos   |
| Año                | Lugar                 | Medalla          | Prueba             |
| ------------------ | --------------------- | ---------------- | ------------------ |
| 1976               | Montreal (Canadá)     | Medalla de plata | Espada por equipos |
| Campeonato Mundial |                       |                  |                    |
| Año                | Lugar                 | Medalla          | Prueba             |
| 1979               | Melbourne (Australia) | Medalla de plata | Espada por equipos |